# Parafia św. Zygmunta w Warszawie
Parafia św. Zygmunta w Warszawie – parafia rzymskokatolicka należąca do dekanatu bielańskiego, archidiecezji warszawskiej, metropolii warszawskiej Kościoła katolickiego, na Starych Bielanach w Warszawie, w Polsce.

## Historia
Parafia św. Zygmunta została erygowana 28 czerwca 1951 r. przez abp. Stefana Wyszyńskiego z części parafii św. Marii Magdaleny w Wawrzyszewie i Matki Bożej Królowej Polski w Warszawie na Marymoncie.

### Kościół parafialny
Kościół św. Zygmunta w Warszawie
Kościołem parafialnym jest kościół św. Zygmunta na osiedlu Zdobycz Robotnicza przy placu Konfederacji 55. Kościół został zbudowany w latach 1976-1980 wg projektu arch. Zbigniewa Pawelskiego przez ks. Ryszarda Grygielkę i został poświęcony 8 grudnia 1980 r. przez kard. Stefana Wyszyńskiego.

### Kaplica filialna
Na terenie parafii znajduje się także kaplica Matki Bożej Częstochowskiej, umieszczona w Szpitalu Bielańskim, przy ulicy Cegłowskiej 80. Przy parafii mieści się także Zespół Pomocy Bliźniemu.

## Duszpasterstwo
Proboszczem parafii jest ks. dr Krzysztof Kosk.
W parafii posługę pełnią siostry salezjanki.